# Cerastium berteroanum
Cerastium berteroanum là loài thực vật có hoa thuộc họ Cẩm chướng. Loài này được Colla mô tả khoa học đầu tiên năm 1833.